# Pojana Maggiore
Pojana Maggiore (även Poiana Maggiore) är en ort och kommun i provinsen Vicenza i regionen Veneto i Italien. Kommunen hade 4 316 invånare (2018).